# Europees kampioenschap handbal mannen 2018
Het Europees kampioenschap handbal mannen van 2018 zal de 13e editie zijn van het Europees kampioenschap handbal mannen. Het toernooi zal worden gespeeld van 12 januari 2018 tot en met 28 januari 2018 in Kroatië. De huidige titelhouder is Duitsland. Dit is tevens het laatste toernooi waaraan 16 landen meedoen voordat het toernooi in 2020 wordt uitgebreid naar 24 deelnemers.

## Gekwalificeerde teams
- Kroatië (gastland)
- Spanje
- Duitsland (titelhouder)
- Zweden

- Denemarken
- Frankrijk
- Hongarije
- Servië

- Wit-Rusland
- Noorwegen
- Slovenië
- Montenegro

- Oostenrijk
- Tsjechië
- Macedonië
- IJsland

## Speelsteden
| Zagreb             | Split              | Varaždin          | Poreč               |
| ------------------ | ------------------ | ----------------- | ------------------- |
| Arena Zagreb       | Spaladium Arena    | Varaždin Arena    | Žatika Sport Centre |
| Capaciteit: 15.200 | Capaciteit: 10.931 | Capaciteit: 5.200 | Capaciteit: 3.500   |
|                    |                    |                   |                     |

## Loting
De loting vond plaats op 23 juni 2017.

### Pottenindeling
De pottenindeling werd bekendgemaakt op 19 juni 2017.
| Pot 1                                           | Pot 2                                           | Pot 3                                             | Pot 4                                                   |
| ----------------------------------------------- | ----------------------------------------------- | ------------------------------------------------- | ------------------------------------------------------- |
| - Duitsland - Spanje - Kroatië (A1) - Frankrijk | - Denemarken - Wit-Rusland - Zweden - Macedonië | - Noorwegen (B3) - Servië - Montenegro - Tsjechië | - Hongarije (D4) - Slovenië (C4) - Oostenrijk - IJsland |

## Voorronde
|  | Teams die zich hebben geplaatst voor de hoofdronde |

### Groep A
| Pos | Team    | Wed | W | G | V | DV | DT | DS  | Ptn |
| --- | ------- | --- | - | - | - | -- | -- | --- | --- |
| 1   | Zweden  | 3   | 2 | 0 | 1 | 89 | 82 | +7  | 4   |
| 2   | Kroatië | 3   | 2 | 0 | 1 | 92 | 79 | +13 | 4   |
| 3   | Servië  | 3   | 1 | 0 | 2 | 76 | 88 | −12 | 2   |
| 4   | IJsland | 3   | 1 | 0 | 2 | 74 | 82 | −8  | 2   |

| Vrijdag 12 januari 2018 18:15 | Zweden         | 24–26   | IJsland       | Spaladium Arena, Split Toeschouwers: 8.700 Scheidsrechters: Nachevski, Nikolov (MKD) |
| Vrijdag 12 januari 2018 18:15 | Gottfridsson 6 | (8–15)  | Gudmundsson 7 | Spaladium Arena, Split Toeschouwers: 8.700 Scheidsrechters: Nachevski, Nikolov (MKD) |
| Vrijdag 12 januari 2018 18:15 | 2× 4×          | verslag | 3× 2×         | Spaladium Arena, Split Toeschouwers: 8.700 Scheidsrechters: Nachevski, Nikolov (MKD) |

| Vrijdag 12 januari 2018 20:30 | Kroatië             | 32–22   | Servië    | Spaladium Arena, Split Toeschouwers: 11.000 Scheidsrechters: Geipel, Herbig (GER) |
| Vrijdag 12 januari 2018 20:30 | Strlek, Stepancic 6 | (14–9)  | Nenadic 6 | Spaladium Arena, Split Toeschouwers: 11.000 Scheidsrechters: Geipel, Herbig (GER) |
| Vrijdag 12 januari 2018 20:30 | 2× 3×               | verslag | 1× 4×     | Spaladium Arena, Split Toeschouwers: 11.000 Scheidsrechters: Geipel, Herbig (GER) |

| Zondag 14 januari 2018 18:15 | Servië | 25–30   | Zweden      | Spaladium Arena, Split Toeschouwers: 9.500 Scheidsrechters: Gjeding, Hansen (DEN) |
| Zondag 14 januari 2018 18:15 | Ilic 5 | (10–16) | Lagergren 5 | Spaladium Arena, Split Toeschouwers: 9.500 Scheidsrechters: Gjeding, Hansen (DEN) |
| Zondag 14 januari 2018 18:15 | 1× 4×  | verslag | 2× 6×       | Spaladium Arena, Split Toeschouwers: 9.500 Scheidsrechters: Gjeding, Hansen (DEN) |

| Zondag 14 januari 2018 20:30 | IJsland           | 22–29   | Kroatië        | Spaladium Arena, Split Toeschouwers: 10.500 Scheidsrechters: Zotin, Volodkov (RUS) |
| Zondag 14 januari 2018 20:30 | Aron Palmarsson 5 | (13–14) | Luka Cindric 7 | Spaladium Arena, Split Toeschouwers: 10.500 Scheidsrechters: Zotin, Volodkov (RUS) |
| Zondag 14 januari 2018 20:30 | 4×                | verslag | 3× 2×          | Spaladium Arena, Split Toeschouwers: 10.500 Scheidsrechters: Zotin, Volodkov (RUS) |

| Dinsdag 16 januari 2018 18:15 | Servië         | 29–26   | IJsland                   | Spaladium Arena, Split Toeschouwers: 9.800 Scheidsrechters: Lopez, Ramirez (ESP) |
| Dinsdag 16 januari 2018 18:15 | twee spelers 5 | (12–12) | Gudjon Valur Sigurdsson 8 | Spaladium Arena, Split Toeschouwers: 9.800 Scheidsrechters: Lopez, Ramirez (ESP) |
| Dinsdag 16 januari 2018 18:15 | 2× 3×          | verslag | 3× 4×                     | Spaladium Arena, Split Toeschouwers: 9.800 Scheidsrechters: Lopez, Ramirez (ESP) |

| Dinsdag 16 januari 2018 20:30 | Kroatië | 31–35   | Zweden      | Spaladium Arena, Split Toeschouwers: 11.000 Scheidsrechters: Horacek, Novotny (CZE) |
| Dinsdag 16 januari 2018 20:30 | Cupic 7 | (12–17) | Lagergren 6 | Spaladium Arena, Split Toeschouwers: 11.000 Scheidsrechters: Horacek, Novotny (CZE) |
| Dinsdag 16 januari 2018 20:30 | 3× 4×   | verslag | 2× 5×       | Spaladium Arena, Split Toeschouwers: 11.000 Scheidsrechters: Horacek, Novotny (CZE) |

### Groep B
| Pos | Team        | Wed | W | G | V | DV  | DT | DS  | Ptn |
| --- | ----------- | --- | - | - | - | --- | -- | --- | --- |
| 1   | Frankrijk   | 3   | 3 | 0 | 0 | 97  | 82 | +15 | 6   |
| 2   | Noorwegen   | 3   | 2 | 0 | 1 | 103 | 88 | +15 | 4   |
| 3   | Wit-Rusland | 3   | 1 | 0 | 2 | 80  | 91 | −11 | 2   |
| 4   | Oostenrijk  | 3   | 0 | 0 | 3 | 80  | 99 | −19 | 0   |

| Vrijdag 12 januari 2018 18:15 | Wit-Rusland | 27–26   | Oostenrijk | Žatika Sport Centre, Poreč Toeschouwers: 3.100 Scheidsrechters: Horacek, Novotny (CZE) |
| Vrijdag 12 januari 2018 18:15 | Kulesh 7    | (14–12) | Bilyk 8    | Žatika Sport Centre, Poreč Toeschouwers: 3.100 Scheidsrechters: Horacek, Novotny (CZE) |
| Vrijdag 12 januari 2018 18:15 | 3× 4×       | verslag | 2× 7× 1×   | Žatika Sport Centre, Poreč Toeschouwers: 3.100 Scheidsrechters: Horacek, Novotny (CZE) |

| Vrijdag 12 januari 2018 20:30 | Frankrijk | 32–31   | Noorwegen  | Žatika Sport Centre, Poreč Toeschouwers: 3.600 Scheidsrechters: López, Ramírez (ESP) |
| Vrijdag 12 januari 2018 20:30 | Mahe 8    | (15–17) | Tonnesen 7 | Žatika Sport Centre, Poreč Toeschouwers: 3.600 Scheidsrechters: López, Ramírez (ESP) |
| Vrijdag 12 januari 2018 20:30 | 2×        | verslag | 3×         | Žatika Sport Centre, Poreč Toeschouwers: 3.600 Scheidsrechters: López, Ramírez (ESP) |

| Zondag 14 januari 2018 18:15 | Oostenrijk | 26–33   | Frankrijk   | Žatika Sport Centre, Poreč Toeschouwers: 2.900 Scheidsrechters: Geipel, Helbig (GER) |
| Zondag 14 januari 2018 18:15 | Weber 5    | (12–17) | N Guessan 7 | Žatika Sport Centre, Poreč Toeschouwers: 2.900 Scheidsrechters: Geipel, Helbig (GER) |
| Zondag 14 januari 2018 18:15 | 1× 5× 1×   | verslag | 3×          | Žatika Sport Centre, Poreč Toeschouwers: 2.900 Scheidsrechters: Geipel, Helbig (GER) |

| Zondag 14 januari 2018 20:30 | Noorwegen      | 33–28   | Wit-Rusland      | Žatika Sport Centre, Poreč Toeschouwers: 2.500 Scheidsrechters: Nachevski, Nikolov (MKD) |
| Zondag 14 januari 2018 20:30 | drie spelers 6 | (15–12) | Artsem Karalek 5 | Žatika Sport Centre, Poreč Toeschouwers: 2.500 Scheidsrechters: Nachevski, Nikolov (MKD) |
| Zondag 14 januari 2018 20:30 | 3× 2×          | verslag | 3× 6×            | Žatika Sport Centre, Poreč Toeschouwers: 2.500 Scheidsrechters: Nachevski, Nikolov (MKD) |

| Dinsdag 16 januari 2018 18:15 | Frankrijk | 32–25   | Wit-Rusland   | Žatika Sport Centre, Poreč Toeschouwers: 2.300 Scheidsrechters: Gatelis, Mazeika (LTU) |
| Dinsdag 16 januari 2018 18:15 | Mem 9     | (14–11) | Padshyvalau 6 | Žatika Sport Centre, Poreč Toeschouwers: 2.300 Scheidsrechters: Gatelis, Mazeika (LTU) |
| Dinsdag 16 januari 2018 18:15 | 3× 2×     | verslag | 1× 4× 1×      | Žatika Sport Centre, Poreč Toeschouwers: 2.300 Scheidsrechters: Gatelis, Mazeika (LTU) |

| Dinsdag 16 januari 2018 20:30 | Noorwegen  | 39–28   | Oostenrijk | Žatika Sport Centre, Poreč Toeschouwers: 1.600 Scheidsrechters: Gjeding, Hansen (DEN) |
| Dinsdag 16 januari 2018 20:30 | Bjornsen 9 | (18–14) | Bilyk 9    | Žatika Sport Centre, Poreč Toeschouwers: 1.600 Scheidsrechters: Gjeding, Hansen (DEN) |
| Dinsdag 16 januari 2018 20:30 | 2× 6×      | verslag | 3× 5× 2×   | Žatika Sport Centre, Poreč Toeschouwers: 1.600 Scheidsrechters: Gjeding, Hansen (DEN) |

### Groep C
| Pos | Team       | Wed | W | G | V | DV | DT | DS  | Ptn |
| --- | ---------- | --- | - | - | - | -- | -- | --- | --- |
| 1   | Macedonië  | 3   | 2 | 1 | 0 | 79 | 77 | +2  | 5   |
| 2   | Duitsland  | 3   | 1 | 2 | 0 | 82 | 69 | +13 | 4   |
| 3   | Slovenië   | 3   | 1 | 1 | 1 | 77 | 69 | +8  | 3   |
| 4   | Montenegro | 3   | 0 | 0 | 3 | 66 | 89 | −23 | 0   |

| Zaterdag 13 januari 2018 17:15 | Duitsland    | 32–19   | Montenegro | Arena Zagreb, Zagreb Toeschouwers: 8.000 Scheidsrechters: Pichon, Reveret (FRA) |
| Zaterdag 13 januari 2018 17:15 | Gensheimer 9 | (17–9)  | Lipovina 7 | Arena Zagreb, Zagreb Toeschouwers: 8.000 Scheidsrechters: Pichon, Reveret (FRA) |
| Zaterdag 13 januari 2018 17:15 | 3× 8× 1×     | verslag | 2× 4×      | Arena Zagreb, Zagreb Toeschouwers: 8.000 Scheidsrechters: Pichon, Reveret (FRA) |

| Zaterdag 13 januari 2018 19:30 | Macedonië  | 25–24   | Slovenië  | Arena Zagreb, Zagreb Toeschouwers: 11.000 Scheidsrechters: Dinu, Din (ROU) |
| Zaterdag 13 januari 2018 19:30 | Manaskov 8 | (11–11) | Mlakar 4  | Arena Zagreb, Zagreb Toeschouwers: 11.000 Scheidsrechters: Dinu, Din (ROU) |
| Zaterdag 13 januari 2018 19:30 | 4× 6×      | verslag | 4× 11× 1× | Arena Zagreb, Zagreb Toeschouwers: 11.000 Scheidsrechters: Dinu, Din (ROU) |

| Maandag 15 januari 2018 18:10 | Slovenië  | 25–25   | Duitsland    | Arena Zagreb, Zagreb Toeschouwers: 6.500 Scheidsrechters: Gatelis, Mazeika (LTU) |
| Maandag 15 januari 2018 18:10 | Zarabec 5 | (15–10) | Gensheimer 7 | Arena Zagreb, Zagreb Toeschouwers: 6.500 Scheidsrechters: Gatelis, Mazeika (LTU) |
| Maandag 15 januari 2018 18:10 | 4× 8× 1×  | verslag | 4× 3×        | Arena Zagreb, Zagreb Toeschouwers: 6.500 Scheidsrechters: Gatelis, Mazeika (LTU) |

| Maandag 15 januari 2018 20:30 | Montenegro | 28–29   | Macedonië     | Arena Zagreb, Zagreb Scheidsrechters: Fonseca, Santos (POR) |
| Maandag 15 januari 2018 20:30 | Cavor 6    | (16–15) | Kuzmanovski 5 | Arena Zagreb, Zagreb Scheidsrechters: Fonseca, Santos (POR) |
| Maandag 15 januari 2018 20:30 | 2× 7× 1×   | verslag | 2× 8×         | Arena Zagreb, Zagreb Scheidsrechters: Fonseca, Santos (POR) |

| Woensdag 17 januari 2018 18:10 | Duitsland  | 25–25   | Macedonië     | Arena Zagreb, Zagreb Toeschouwers: 5.100 Scheidsrechters: Gousko, Repkin (BLR) |
| Woensdag 17 januari 2018 18:10 | Weinhold 8 | (12–11) | Kuzmanovski 6 | Arena Zagreb, Zagreb Toeschouwers: 5.100 Scheidsrechters: Gousko, Repkin (BLR) |
| Woensdag 17 januari 2018 18:10 | 3×         | verslag | 3× 2×         | Arena Zagreb, Zagreb Toeschouwers: 5.100 Scheidsrechters: Gousko, Repkin (BLR) |

| Woensdag 17 januari 2018 20:30 | Montenegro   | 19–28   | Slovenië | Arena Zagreb, Zagreb Toeschouwers: 6.200 Scheidsrechters: Gubica, Milosevic (CRO) |
| Woensdag 17 januari 2018 20:30 | Sevaljevic 6 | (13–14) | Marguc 6 | Arena Zagreb, Zagreb Toeschouwers: 6.200 Scheidsrechters: Gubica, Milosevic (CRO) |
| Woensdag 17 januari 2018 20:30 | 3× 5×        | verslag | 2× 5× 1× | Arena Zagreb, Zagreb Toeschouwers: 6.200 Scheidsrechters: Gubica, Milosevic (CRO) |

### Groep D
| Pos | Team       | Wed | W | G | V | DV | DT | DS  | Ptn |
| --- | ---------- | --- | - | - | - | -- | -- | --- | --- |
| 1   | Spanje     | 3   | 2 | 0 | 1 | 81 | 65 | +16 | 4   |
| 2   | Denemarken | 3   | 2 | 0 | 1 | 84 | 75 | +9  | 4   |
| 3   | Tsjechië   | 3   | 2 | 0 | 1 | 76 | 86 | −10 | 4   |
| 4   | Hongarije  | 3   | 0 | 0 | 3 | 77 | 92 | −15 | 0   |

| Zaterdag 13 januari 2018 18:15 | Spanje         | 32–15   | Tsjechië   | Varaždin Arena, Varaždin Toeschouwers: 3.780 Scheidsrechters: Santos, Fonseca (POR) |
| Zaterdag 13 januari 2018 18:15 | drie spelers 5 | (16–9)  | Kasparek 5 | Varaždin Arena, Varaždin Toeschouwers: 3.780 Scheidsrechters: Santos, Fonseca (POR) |
| Zaterdag 13 januari 2018 18:15 | 1× 2×          | verslag | 2× 4×      | Varaždin Arena, Varaždin Toeschouwers: 3.780 Scheidsrechters: Santos, Fonseca (POR) |

| Zaterdag 13 januari 2018 20:30 | Denemarken      | 32–25   | Hongarije | Varaždin Arena, Varaždin Toeschouwers: 5.170 Scheidsrechters: Gubica, Milosevic (CRO) |
| Zaterdag 13 januari 2018 20:30 | Lauge Schmidt 7 | (14–12) | Lekai 5   | Varaždin Arena, Varaždin Toeschouwers: 5.170 Scheidsrechters: Gubica, Milosevic (CRO) |
| Zaterdag 13 januari 2018 20:30 | 2× 5× 1×        | verslag | 3× 5×     | Varaždin Arena, Varaždin Toeschouwers: 5.170 Scheidsrechters: Gubica, Milosevic (CRO) |

| Maandag 15 januari 2018 18:15 | Hongarije | 25–27   | Spanje         | Varaždin Arena, Varaždin Toeschouwers: 3.470 Scheidsrechters: Din, Dinu (ROU) |
| Maandag 15 januari 2018 18:15 | Banhidi 6 | (12–13) | vier spelers 4 | Varaždin Arena, Varaždin Toeschouwers: 3.470 Scheidsrechters: Din, Dinu (ROU) |
| Maandag 15 januari 2018 18:15 | 4× 5×     | verslag | 4× 2×          | Varaždin Arena, Varaždin Toeschouwers: 3.470 Scheidsrechters: Din, Dinu (ROU) |

| Maandag 15 januari 2018 20:30 | Tsjechië   | 28–27   | Denemarken      | Varaždin Arena, Varaždin Toeschouwers: 4.100 Scheidsrechters: Gousko, Repkin (BLR) |
| Maandag 15 januari 2018 20:30 | Zdrahala 8 | (15–16) | Mikkel Hansen 7 | Varaždin Arena, Varaždin Toeschouwers: 4.100 Scheidsrechters: Gousko, Repkin (BLR) |
| Maandag 15 januari 2018 20:30 | 3× 4×      | verslag | 2× 3×           | Varaždin Arena, Varaždin Toeschouwers: 4.100 Scheidsrechters: Gousko, Repkin (BLR) |

| Woensdag 17 januari 2018 18:15 | Tsjechië    | 33–27   | Hongarije | Varaždin Arena, Varaždin Toeschouwers: 3.790 Scheidsrechters: Pichon, Reveret (FRA) |
| Woensdag 17 januari 2018 18:15 | Zdrahala 14 | (15–11) | Lekai 9   | Varaždin Arena, Varaždin Toeschouwers: 3.790 Scheidsrechters: Pichon, Reveret (FRA) |
| Woensdag 17 januari 2018 18:15 | 2× 3× 1×    | verslag | 1×        | Varaždin Arena, Varaždin Toeschouwers: 3.790 Scheidsrechters: Pichon, Reveret (FRA) |

| Woensdag 17 januari 2018 20:30 | Spanje       | 22–25   | Denemarken            | Varaždin Arena, Varaždin Toeschouwers: 4.100 Scheidsrechters: Zotin, Volodkov (RUS) |
| Woensdag 17 januari 2018 20:30 | Dujshebaev 6 | (13–14) | Balling Christensen 8 | Varaždin Arena, Varaždin Toeschouwers: 4.100 Scheidsrechters: Zotin, Volodkov (RUS) |
| Woensdag 17 januari 2018 20:30 | 3× 1×        | verslag | 3×                    | Varaždin Arena, Varaždin Toeschouwers: 4.100 Scheidsrechters: Zotin, Volodkov (RUS) |

## Hoofdronde
|  | Teams die zich hebben geplaatst voor de halve finales |

### Groep I
| Pos | Team        | Wed | W | G | V | DV | DT | DS  | Ptn |
| --- | ----------- | --- | - | - | - | -- | -- | --- | --- |
| 1   | Frankrijk   | 5   | 5 | 0 | 0 | 96 | 87 | +9  | 10  |
| 2   | Kroatië     | 4   | 3 | 0 | 1 | 65 | 56 | +9  | 6   |
| 3   | Zweden      | 4   | 3 | 0 | 1 | 88 | 80 | +8  | 6   |
| 4   | Noorwegen   | 5   | 3 | 0 | 2 | 64 | 56 | +8  | 6   |
| 5   | Wit-Rusland | 5   | 1 | 0 | 4 | 76 | 90 | −14 | 2   |
| 6   | Servië      | 4   | 0 | 0 | 4 | 74 | 94 | −20 | 0   |

| Donderdag 18 januari 2018 18:15 | Servië         | 27–32   | Noorwegen      | Arena Zagreb, Zagreb Toeschouwers: 3.200 Scheidsrechters: Fonseca, Santos (POR) |
| Donderdag 18 januari 2018 18:15 | twee spelers 5 | (17–17) | twee spelers 8 | Arena Zagreb, Zagreb Toeschouwers: 3.200 Scheidsrechters: Fonseca, Santos (POR) |
| Donderdag 18 januari 2018 18:15 | 2× 4×          | verslag | 1× 3×          | Arena Zagreb, Zagreb Toeschouwers: 3.200 Scheidsrechters: Fonseca, Santos (POR) |

| Donderdag 18 januari 2018 20:30 | Kroatië        | 25–23   | Wit-Rusland | Arena Zagreb, Zagreb Toeschouwers: 8.100 Scheidsrechters: Volodkov, Zotin (RUS) |
| Donderdag 18 januari 2018 20:30 | twee spelers 5 | (15–12) | Yurynok 6   | Arena Zagreb, Zagreb Toeschouwers: 8.100 Scheidsrechters: Volodkov, Zotin (RUS) |
| Donderdag 18 januari 2018 20:30 | 4× 1×          | verslag | 3× 1×       | Arena Zagreb, Zagreb Toeschouwers: 8.100 Scheidsrechters: Volodkov, Zotin (RUS) |

| Zaterdag 20 januari 2018 18:15 | Zweden     | 17–23   | Frankrijk   | Arena Zagreb, Zagreb Toeschouwers: 7.100 Scheidsrechters: Raluy, Sabroso (ESP) |
| Zaterdag 20 januari 2018 18:15 | Jeppsson 4 | (8–10)  | Sorhaindo 5 | Arena Zagreb, Zagreb Toeschouwers: 7.100 Scheidsrechters: Raluy, Sabroso (ESP) |
| Zaterdag 20 januari 2018 18:15 | 2× 4×      | verslag | 1× 2×       | Arena Zagreb, Zagreb Toeschouwers: 7.100 Scheidsrechters: Raluy, Sabroso (ESP) |

| Zaterdag 20 januari 2018 20:30 | Kroatië  | 32–28   | Noorwegen | Arena Zagreb, Zagreb Toeschouwers: 13.000 Scheidsrechters: Dinu, Din (ROU) |
| Zaterdag 20 januari 2018 20:30 | Štrlek 6 | (15–12) | Sagosen 8 | Arena Zagreb, Zagreb Toeschouwers: 13.000 Scheidsrechters: Dinu, Din (ROU) |
| Zaterdag 20 januari 2018 20:30 | 4× 6×    | verslag | 3× 8×     | Arena Zagreb, Zagreb Toeschouwers: 13.000 Scheidsrechters: Dinu, Din (ROU) |

| Maandag 22 januari 2018 18:15 | Servië      | 30–39   | Frankrijk    | Arena Zagreb, Zagreb Toeschouwers: 1.700 Scheidsrechters: Gjeding, Hansen (DEN) |
| Maandag 22 januari 2018 18:15 | Zelenović 7 | (12–19) | Caucheteux 7 | Arena Zagreb, Zagreb Toeschouwers: 1.700 Scheidsrechters: Gjeding, Hansen (DEN) |
| Maandag 22 januari 2018 18:15 | 1× 4× 1×    | verslag | 3×           | Arena Zagreb, Zagreb Toeschouwers: 1.700 Scheidsrechters: Gjeding, Hansen (DEN) |

| Maandag 22 januari 2018 20:30 | Zweden             | 29–20   | Wit-Rusland       | Arena Zagreb, Zagreb Toeschouwers: 1.400 Scheidsrechters: Horáček, Novotný (CZE) |
| Maandag 22 januari 2018 20:30 | Lagergren, Wanne 4 | (16–11) | Karalek, Kulesh 4 | Arena Zagreb, Zagreb Toeschouwers: 1.400 Scheidsrechters: Horáček, Novotný (CZE) |
| Maandag 22 januari 2018 20:30 | 3× 4×              | verslag | 1× 4×             | Arena Zagreb, Zagreb Toeschouwers: 1.400 Scheidsrechters: Horáček, Novotný (CZE) |

| Woensdag 24 januari 2018 16:00 | Servië    | 27–32   | Wit-Rusland | Arena Zagreb, Zagreb Toeschouwers: 1.000 Scheidsrechters: Raluy, Sabroso (ESP) |
| Woensdag 24 januari 2018 16:00 | Nenadić 7 | (11–16) | Pukhouski 9 | Arena Zagreb, Zagreb Toeschouwers: 1.000 Scheidsrechters: Raluy, Sabroso (ESP) |
| Woensdag 24 januari 2018 16:00 | 2× 5×     | verslag | 3× 4×       | Arena Zagreb, Zagreb Toeschouwers: 1.000 Scheidsrechters: Raluy, Sabroso (ESP) |

| Woensdag 24 januari 2018 18:15 | Zweden      | 25–28   | Noorwegen | Arena Zagreb, Zagreb Toeschouwers: 8.100 Scheidsrechters: Nikolov, Nachevski (MKD) |
| Woensdag 24 januari 2018 18:15 | Tollbring 6 | (11–12) | Myrhol 7  | Arena Zagreb, Zagreb Toeschouwers: 8.100 Scheidsrechters: Nikolov, Nachevski (MKD) |
| Woensdag 24 januari 2018 18:15 | 2× 3× 1×    | verslag | 4× 6×     | Arena Zagreb, Zagreb Toeschouwers: 8.100 Scheidsrechters: Nikolov, Nachevski (MKD) |

| Woensdag 24 januari 2018 20:30 | Kroatië  | 27–30   | Frankrijk | Arena Zagreb, Zagreb Toeschouwers: 14.000 Scheidsrechters: Geipel, Helbig (GER) |
| Woensdag 24 januari 2018 20:30 | Štrlek 6 | (13–19) | Remili 6  | Arena Zagreb, Zagreb Toeschouwers: 14.000 Scheidsrechters: Geipel, Helbig (GER) |
| Woensdag 24 januari 2018 20:30 | 3×       | verslag | 5×        | Arena Zagreb, Zagreb Toeschouwers: 14.000 Scheidsrechters: Geipel, Helbig (GER) |

### Groep 2
| Pos | Team       | Wed | W | G | V | DV | DT | DS  | Ptn |
| --- | ---------- | --- | - | - | - | -- | -- | --- | --- |
| 1   | Denemarken | 4   | 3 | 0 | 1 | 50 | 49 | +1  | 6   |
| 2   | Spanje     | 3   | 2 | 0 | 1 | 54 | 40 | +14 | 4   |
| 3   | Duitsland  | 4   | 1 | 2 | 1 | 52 | 50 | +2  | 4   |
| 4   | Macedonië  | 4   | 2 | 0 | 2 | 50 | 50 | 0   | 4   |
| 5   | Tsjechië   | 4   | 1 | 1 | 2 | 43 | 59 | −16 | 3   |
| 6   | Slovenië   | 4   | 1 | 1 | 2 | 49 | 50 | −1  | 3   |

| Vrijdag 19 januari 2018 18:15 | Duitsland | 22–19   | Tsjechië | Varaždin Arena, Varaždin Toeschouwers: 2.130 Scheidsrechters: Gubica, Milosevic (CRO) |
| Vrijdag 19 januari 2018 18:15 | fath 8    | (9–10)  | Čip 6    | Varaždin Arena, Varaždin Toeschouwers: 2.130 Scheidsrechters: Gubica, Milosevic (CRO) |
| Vrijdag 19 januari 2018 18:15 | 2× 3×     | verslag | 3× 4×    | Varaždin Arena, Varaždin Toeschouwers: 2.130 Scheidsrechters: Gubica, Milosevic (CRO) |

| Vrijdag 19 januari 2018 20:30 | Slovenië  | 28–31   | Denemarken | Varaždin Arena, Varaždin Toeschouwers: 5.200 Scheidsrechters: Pichon, Reveret (FRA) |
| Vrijdag 19 januari 2018 20:30 | Zarabec 6 | (14–36) | Hanser 11  | Varaždin Arena, Varaždin Toeschouwers: 5.200 Scheidsrechters: Pichon, Reveret (FRA) |
| Vrijdag 19 januari 2018 20:30 | 2× 5×     | verslag | 2× 3×      | Varaždin Arena, Varaždin Toeschouwers: 5.200 Scheidsrechters: Pichon, Reveret (FRA) |

| Zondag 21 januari 2018 18:15 | Duitsland | 25–26   | Denemarken | Varaždin Arena, Varaždin Toeschouwers: 3.112 Scheidsrechters: Gubica, Milosevic (CRO) |
| Zondag 21 januari 2018 18:15 | Kühn 6    | (9–8)   | Lindberg 9 | Varaždin Arena, Varaždin Toeschouwers: 3.112 Scheidsrechters: Gubica, Milosevic (CRO) |
| Zondag 21 januari 2018 18:15 | 4× 3×     | verslag | 3× 1×      | Varaždin Arena, Varaždin Toeschouwers: 3.112 Scheidsrechters: Gubica, Milosevic (CRO) |

| Zondag 21 januari 2018 20:30 | Macedonië           | 20–31   | Spanje     | Varaždin Arena, Varaždin Toeschouwers: 3.796 Scheidsrechters: Gosuko, Repkin (BLR) |
| Zondag 21 januari 2018 20:30 | Manaskov, Stoilov 4 | (6–15)  | Gurbindo 6 | Varaždin Arena, Varaždin Toeschouwers: 3.796 Scheidsrechters: Gosuko, Repkin (BLR) |
| Zondag 21 januari 2018 20:30 | 3× 1×               | verslag | 3×         | Varaždin Arena, Varaždin Toeschouwers: 3.796 Scheidsrechters: Gosuko, Repkin (BLR) |

| Dinsdag 23 januari 2018 18:15 | Slovenië | 31–26   | Spanje | Varaždin Arena, Varaždin Toeschouwers: 4.176 Scheidsrechters: Dinu, Din (ROM) |
| Dinsdag 23 januari 2018 18:15 | Marguč 5 | (13–12) | Solé 6 | Varaždin Arena, Varaždin Toeschouwers: 4.176 Scheidsrechters: Dinu, Din (ROM) |
| Dinsdag 23 januari 2018 18:15 | 3× 8×    | verslag | 3× 1×  | Varaždin Arena, Varaždin Toeschouwers: 4.176 Scheidsrechters: Dinu, Din (ROM) |

| Dinsdag 23 januari 2018 20:30 | Macedonië | 24–26   | Tsjechië | Varaždin Arena, Varaždin Toeschouwers: 3.780 Scheidsrechters: Zotin, Volodkov (RUS) |
| Dinsdag 23 januari 2018 20:30 | Taleski 5 | (13–11) | Horák 8  | Varaždin Arena, Varaždin Toeschouwers: 3.780 Scheidsrechters: Zotin, Volodkov (RUS) |
| Dinsdag 23 januari 2018 20:30 | 3× 2×     | verslag | 3× 1×    | Varaždin Arena, Varaždin Toeschouwers: 3.780 Scheidsrechters: Zotin, Volodkov (RUS) |

| Woensdag 24 januari 2018 16:00 | Slovenië       | 26–26   | Tsjechië   | Varaždin Arena, Varaždin Toeschouwers: 2.873 Scheidsrechters: Santos, Fonseca (POR) |
| Woensdag 24 januari 2018 16:00 | Drie spelers 5 | (11–12) | Zdráhala 9 | Varaždin Arena, Varaždin Toeschouwers: 2.873 Scheidsrechters: Santos, Fonseca (POR) |
| Woensdag 24 januari 2018 16:00 | 3× 2×          | verslag | 2× 4× 2×   | Varaždin Arena, Varaždin Toeschouwers: 2.873 Scheidsrechters: Santos, Fonseca (POR) |

| Woensdag 24 januari 2018 18:15 | Macedonië     | 20–31   | Denemarken  | Varaždin Arena, Varaždin Toeschouwers: 2.343 Scheidsrechters: Mažeika, Gatelis (LTU) |
| Woensdag 24 januari 2018 18:15 | Kuzmanovski 6 | (12–12) | Damgaard 11 | Varaždin Arena, Varaždin Toeschouwers: 2.343 Scheidsrechters: Mažeika, Gatelis (LTU) |
| Woensdag 24 januari 2018 18:15 | 1× 2×         | verslag | 3×          | Varaždin Arena, Varaždin Toeschouwers: 2.343 Scheidsrechters: Mažeika, Gatelis (LTU) |

| Woensdag 24 januari 2018 20:30 | Duitsland | 27–31   | Spanje     | Varaždin Arena, Varaždin Toeschouwers: 1.289 Scheidsrechters: Pichon, Reveret (FRA) |
| Woensdag 24 januari 2018 20:30 | Häfner 5  | (13–14) | Balaguer 6 | Varaždin Arena, Varaždin Toeschouwers: 1.289 Scheidsrechters: Pichon, Reveret (FRA) |
| Woensdag 24 januari 2018 20:30 | 3× 2×     | verslag | 3× 1×      | Varaždin Arena, Varaždin Toeschouwers: 1.289 Scheidsrechters: Pichon, Reveret (FRA) |

## Eindfase

### Halve finales
| Vrijdag 26 januari 2018 18:00 | Frankrijk   | 23–27   | Spanje | Arena Zagreb, Zagreb Toeschouwers: 6.000 Scheidsrechters: Nikolov, Nachovsky (MKD) |
| Vrijdag 26 januari 2018 18:00 | Sorhaindo 6 | (9–15)  | Sole 7 | Arena Zagreb, Zagreb Toeschouwers: 6.000 Scheidsrechters: Nikolov, Nachovsky (MKD) |
| Vrijdag 26 januari 2018 18:00 | 3× 4×       | verslag | 3× 4×  | Arena Zagreb, Zagreb Toeschouwers: 6.000 Scheidsrechters: Nikolov, Nachovsky (MKD) |

| Vrijdag 26 januari 2018 20:30 | Denemarken | 34–35   | Zweden       | Arena Zagreb, Zagreb Toeschouwers: 9.000 Scheidsrechters: Geipel, Helbig (GER) |
| Vrijdag 26 januari 2018 20:30 | Hansen 12  | (14–16) | Zachrisson 8 | Arena Zagreb, Zagreb Toeschouwers: 9.000 Scheidsrechters: Geipel, Helbig (GER) |
| Vrijdag 26 januari 2018 20:30 | 1× 3×      | verslag | 1× 4×        | Arena Zagreb, Zagreb Toeschouwers: 9.000 Scheidsrechters: Geipel, Helbig (GER) |

### Wedstrijd om 5e plaats
| Vrijdag 26 januari 2018 15:30 | Kroatië   | 28–27   | Tsjechië    | Arena Zagreb, Zagreb Toeschouwers: 3.500 Scheidsrechters: Raluy, Sabroso (ESP) |
| Vrijdag 26 januari 2018 15:30 | Horvat 10 | (16–10) | Zdráhala 13 | Arena Zagreb, Zagreb Toeschouwers: 3.500 Scheidsrechters: Raluy, Sabroso (ESP) |
| Vrijdag 26 januari 2018 15:30 | 4× 2×     | verslag | 3× 2×       | Arena Zagreb, Zagreb Toeschouwers: 3.500 Scheidsrechters: Raluy, Sabroso (ESP) |

### Wedstrijd om 3e plaats
| Zondag 28 januari 2018 18:00 | Frankrijk   | 33–29   | Denemarken  | Arena Zagreb, Zagreb Toeschouwers: 6.700 Scheidsrechters: Dinu, Din (ROU) |
| Zondag 28 januari 2018 18:00 | Karabatić 9 | (17–29) | Lindberg 12 | Arena Zagreb, Zagreb Toeschouwers: 6.700 Scheidsrechters: Dinu, Din (ROU) |
| Zondag 28 januari 2018 18:00 | 4× 3×       | verslag | 3×          | Arena Zagreb, Zagreb Toeschouwers: 6.700 Scheidsrechters: Dinu, Din (ROU) |

### Finale
| Zondag 28 januari 2018 20:30 | Spanje           | 29–23   | Zweden    | Arena Zagreb, Zagreb Toeschouwers: 9.000 Scheidsrechters: Gubica, Milošević (CRO) |
| Zondag 28 januari 2018 20:30 | Balaguer, Sole 5 | (12–14) | Nielsen 5 | Arena Zagreb, Zagreb Toeschouwers: 9.000 Scheidsrechters: Gubica, Milošević (CRO) |
| Zondag 28 januari 2018 20:30 | 4× 2×            | verslag | 4× 3×     | Arena Zagreb, Zagreb Toeschouwers: 9.000 Scheidsrechters: Gubica, Milošević (CRO) |

## Eindstand, onderscheidingen en statistieken

### Eindrangschikking
| Rang | Ploeg           |
| ---- | --------------- |
|      | Spanje          |
|      | Zweden          |
|      | Frankrijk       |
| 4    | Denemarken      |
| 5    | Kroatië         |
| 6    | Tsjechië        |
| 7    | Noorwegen       |
| 8    | Slovenië        |
| 9    | Duitsland       |
| 10   | Wit-Rusland     |
| 11   | Noord-Macedonië |
| 12   | Servië          |
| 13   | IJsland         |
| 14   | Hongarije       |
| 15   | Oostenrijk      |
| 16   | Montenegro      |

|  | Gekwalificeerd voor het wereldkampioenschap 2019 |

### All-Star team
Het All-Star team werden bekendgemaakt op 28 januari 2018.
| Positie       | Speler          |
| ------------- | --------------- |
| Keeper        | Vincent Gérard  |
| Rechterhoek   | Ferrán Solé     |
| Rechteropbouw | Alex Dujshebaev |
| Middenopbouw  | Sander Sagosen  |
| Linkeropbouw  | Mikkel Hansen   |
| Linkerhoek    | Manuel Štrlek   |
| Cirkelloper   | Jesper Nielsen  |

### Onderscheidingen
| Onderscheiding           | Speler                     |
| ------------------------ | -------------------------- |
| Meest waardevolle speler | Jim Gottfridsson           |
| Best verdedigende speler | Jakov Gojun                |
| Topscorer                | Ondřej Zdráhala (55 goals) |

### Topscorers
| Positie | Naam                 | Goals | Schoten | %  |
| ------- | -------------------- | ----- | ------- | -- |
| 1       | Ondřej Zdráhala      | 56    | 96      | 57 |
| 2       | Mikkel Hansen        | 43    | 79      | 54 |
| 3       | Rasmus Lauge Schmidt | 40    | 63      | 63 |
| 4       | Kristian Bjørnsen    | 37    | 50      | 74 |
| 5       | Ferrán Solé          | 36    | 47      | 77 |
| 6       | Kentin Mahé          | 34    | 49      | 69 |
| 7       | Stanislav Kašpárek   | 33    | 66      | 50 |
| 8       | Sander Sagosen       | 32    | 54      | 59 |
| 9       | Nikola Karabatić     | 30    | 46      | 65 |
| 9       | Hans Lindberg        | 30    | 37      | 81 |
| 9       | Petar Nenadić        | 30    | 53      | 57 |

Bron: Sportresult

### Topkeepers
| Positie | Naam                    | %  | Reddingen | Schoten |
| ------- | ----------------------- | -- | --------- | ------- |
| 1       | Urh Kastelic            | 41 | 22        | 54      |
| 2       | Vincent Gérard          | 37 | 68        | 184     |
| 3       | Jannick Green           | 36 | 49        | 136     |
| 3       | Andreas Palicka         | 36 | 50        | 138     |
| 5       | Mikael Appelgren        | 35 | 69        | 195     |
| 5       | Nikola Mitrevski        | 35 | 38        | 108     |
| 5       | Viachaslau Saldatsenka  | 35 | 71        | 203     |
| 8       | Torbjørn Bergerud       | 34 | 73        | 212     |
| 8       | Silvio Heinevetter      | 34 | 26        | 76      |
| 8       | Tomáš Mrkva             | 34 | 51        | 151     |
| 8       | Gonzalo Pérez de Vargas | 34 | 52        | 151     |
| 8       | Andreas Wolff           | 34 | 43        | 126     |

Bron: Sportresult